# Dekpuntstelling van Brouwer
De dekpuntstelling van Brouwer gaat over continue afbeeldingen in een n-dimensionale topologische ruimte. Als door dergelijke afbeeldingen bepaalde gebieden in zichzelf afgebeeld worden, wordt ten minste een punt, het dekpunt, op zichzelf afgebeeld. De stelling is naar LEJ Brouwer 1881-1966 genoemd, een Nederlandse wiskundige. 

## Geschiedenis
De dekpuntstelling van Brouwer was een van de vroege successen van de algebraïsche topologie en is de basis van meer algemene dekpuntstellingen, die belangrijk zijn in de functionaalanalyse. Het geval {\displaystyle n=3} werd in 1904 als eerste bewezen door Piers Bohl, het artikel werd gepubliceerd in de Journal für die reine und angewandte Mathematik. Vervolgens bewees LEJ Brouwer ditzelfde geval in 1909. Jacques Hadamard bewees het algemene geval in 1910 en Brouwer vond daar in 1912 een alternatief bewijs voor. Aangezien deze vroege bewijzen alle niet-constructieve, indirecte bewijzen waren, strookten ze niet met  Brouwers intuïtionistische idealen. Er zijn methoden gevonden om dekpunten te construeren of benaderingen daarvan, waar de dekpuntstelling van Brouwer de zekerheid voor geeft dat ze bestaan.

## Stelling
Laat {\displaystyle D} de gesloten eenheidsbol zijn in de {\displaystyle n}-dimensionale ruimte {\displaystyle \mathbb {R} ^{n}} en {\displaystyle f}  een continue afbeelding van {\displaystyle D} naar {\displaystyle D}, dan heeft {\displaystyle f} ten minste een dekpunt, dat wil zeggen: er is een {\displaystyle x} in {\displaystyle D}, waarvoor {\displaystyle f(x)=x}. Anders geformuleerd: een continue afbeelding {\displaystyle f} van {\displaystyle D} naar {\displaystyle D} laat ten minste een punt van {\displaystyle D} op zijn plaats.

### Voorbeeld
Beschouw een draaiing om de oorsprong van de gesloten eenheidsschijf in het platte vlak, alle punten met afstand ≤ 1 tot de oorsprong, het punt met coördinaten (0,0). Een dergelijke draaiing is een continue afbeelding van de gesloten eenheidsschijf naar zichzelf. Inderdaad laat elke dergelijke draaiing de oorsprong, het middelpunt, op zijn plek.